# 中金町 (岡崎市)
中金町（なかがねちょう）は愛知県岡崎市額田地区の町名。丁番を持たない単独町名であり、10の小字が設置されている。

## 地理
岡崎市東部に位置する。乙女川が北流し、町域北部を西流する男川と合流する。住宅地は河川沿岸に形成され、その他は森林・農地として利用されている。

### 河川
- 男川
- 乙女川（大洞川）

### 字
| - 字大洞（おおぼら） - 字長沢連（おさぞうれ） - 字長禅東（ちょうぜんひがし） - 字長沢東（ながさわひがし） - 字前山（まえやま） | - 字万足平（まんぞくだいら） - 字森西上（もりにしうえ） - 字森西下（もりにしした） - 字森東上（もりひがしうえ） - 字森東下（もりひがしした） |

## 世帯数と人口
2019年（令和元年）5月1日現在の世帯数と人口は以下の通りである。
| 町丁   | 世帯数  | 人口  |
| ------ | ------- | ----- |
| 中金町 | 107世帯 | 182人 |

### 人口の変遷
国勢調査による人口の推移
| 2010年（平成22年） | 221人 | [ 6 ] |  |
| 2015年（平成27年） | 198人 | [ 7 ] |  |

## 小・中学校の学区
市立小・中学校に通う場合、学区は以下の通りとなる。
| 番・番地等 | 小学校             | 中学校             |
| ---------- | ------------------ | ------------------ |
| 全域       | 岡崎市立宮崎小学校 | 岡崎市立額田中学校 |

## 歴史
額田郡中金村を前身とする。

### 沿革
- 天和元年 - 三河国額田郡宮崎村より分離し、同郡中金村となる[9]。
- 1889年（明治22年） - 宮崎村大字中金となる[9]。
- 1898年（明治31年） - 額田町大字中金となる[9]。
- 2006年（平成18年）1月1日 - 岡崎市へ編入し、同市中金町となる[1]。

## 交通
- 愛知県道37号岡崎清岳線（宮崎街道）
- 愛知県道334号千万町豊川線

## 施設
- 日吉神社

## その他

### 日本郵便
- 郵便番号 : 444-3605[4]（集配局：額田郵便局[10]）。

## 参考資料
- 「角川日本地名大辞典」編纂委員会 編『角川日本地名大辞典 23 愛知県』角川書店、1989年3月8日。ISBN 4-04-001230-5。
- 有限会社平凡社地方資料センター 編『日本歴史地名体系第23巻 愛知県の地名』平凡社、1981年。ISBN 4-582-49023-9。